# Flandern
Flandern er den nordlige, nederlandsksprogede del af Belgien. Siden den føderale opdeling af Belgien i 1993 er Flandern også en belgisk delstat. Den belgiske statsordning skelner mellem den Flamske Region, som ikke omfatter det tosprogede Bruxelles, og det Flamske Fællesskab, som også omfatter de flamske institutioner i Bruxelles. Der boede over 6,865 millioner i Flandern 1. januar 2025. Befolkningstætheden 1. januar 2025 var 504 indbyggere per kvadratkilometer.
Det egentlige, historiske Flandern omfatter kun den vestlige del af den nuværende delstat, i dag provinserne Øst- og Vestflandern omkring Gent og Brugge. Det historiske Flandern rækker ind i nabolandene, idet det også omfatter Zeeuws-Vlaanderen i det nuværende land Nederlandene og Fransk Flandern omkring Dunkerque i Frankrig. 
Til Flandern hører tillægsordet flamsk, der også bruges som samlebetegnelse for de nederlandske dialekter, der tales i området. Indbyggerne i Flandern kaldes flamlændere.

## Flandern som delstat
Flandern (officielt: Vlaams Gewest, den flamske region) har siden 1993 været en delstat i Belgien ved siden af det fransksprogede Vallonien og det tosprogede Bruxelles. Samtidig udgør det Flamske Fællesskab (Vlaamse Gemeenschap) en politisk enhed ved siden af det Franske Fællesskab (Communauté Française, Franse Gemeenschap) og Tysktalende Fællesskab (Deutschsprachige Gemeinschaft, Communauté germanophone, Duitstalige Gemeenschap). Forskellen er at fællesskaberne tager sig af uddannelses- og kulturområdet, mens regionerne står for de fleste øvrige opgaver.
Flandern har – som den eneste delstat – slået de styrende organer for regionen og fællesskabet sammen. Dermed fremtræder Flandern som en mere helstøbt delstat end de andre enheder i Belgien: hovedstaden Bruxelles er tosproget og har ikke egne myndigheder på skole- og kulturområdet, regionen Vallonien er ikke identisk med det Franske Fællesskab, og det Tysksprogede Fællesskab står kun for skole- og kulturanliggender, men er ellers en del af regionen Vallonien.
Den tosprogede hovedstad Bruxelles er ikke en del af regionen Flandern, men de flamske skoler og andre institutioner hører under Flandern. De flamske indbyggere i Bruxelles vælger derfor en del af pladserne i det flamske parlament. Bruxelles er også Flanderns hovedstad, da byen er hjemsted for det flamske parlament og regering. Bruxelles fungerer også i praksis som økonomisk centrum for Flandern, og en stor del af indbyggerne pendler hertil.

## Historie
Flanderns alliance med hertugdømmet Burgund lå i senmiddelalderen til grund for samlingen af de historiske Nederlande til et selvstændigt område i Europa, området som i dag er kendt som Benelux.
Flandern betegnede i middelalderen et fransk grevskab mellem floderne Schelde og Somme. Klædeindustrien i de flamske byer Brugge, Gent, Lille og Ieper gjorde området til et af de rigeste og tættest befolkede i Europa. Verdens første børs så dagens lys i købmandsslægten Van der Beurzes hus i Brugge. Den økonomiske opblomstring lagde tillige grundstenen for den flamske og nederlandske malerkunst (Memling, Van Eyck), ligesom de ældste tekster på nederlandsk stammer fra Flandern. 
Efter giftemålet mellem den flamske grevinde Maria van Male med den burgundiske hertug Filip den Dristige i 1300-tallet samlede burgunderne Nederlandene til et sammenhængende område, der stort set svarer til det nuværende Benelux. I slutning af 1400-tallet kom Nederlandene ind under huset Habsburg. 
Det nederlandske oprør mod den spansk-habsburgske konge begyndte i den flamske by Steenvoorde i 1566. Det førte omsider til grevskabet Flanderns og hele Nederlandenes splittelse. Området ved Scheldeflodens munding gik til den uafhængige Republik Nederlandene, imens den øvrige del forblev under Spanien. I 1667 erobrede den franske konge Ludvig 14. området omkring Lille og Dunkerque.
Det øvrige Flandern forblev under spansk-habsburgsk, senere østrigsk-habsburgsk herredømme. Da de sydlige nederlande løsrev sig i 1830 og dannede Belgien, blev Flandern også en del af den nye stat. Fra det tidspunkt af bliver betegnelsen Flandern brugt for hele det nederlandsktalende område i Belgien.
Nogle af 1. verdenskrigs hårdeste kampe fandt sted i Flanderns skyttegrave omkring Passendale og middelalderbyen Ieper, der blev totalt ødelagt. I alt døde eller faldt et sted mellem en halv og en million mennesker. Briterne mindes kampene hvert år den 11. november, når de bærer en valmueblomst. Valmuen er en henvisning til John McCraes krigsdigt "In Flanders Fields". Selv efter 90 år, findes ueksploderede granater, nogle fyldt med sennepsgas. Nogle bønder i Flanderen har også senere mistet livet, da de under bearbejdning af jorden, har udløst en af de millioner af granater der blev afsendt, men ikke eksploderede. 

### Oldtid og tidlig middelalder
Da Julius Cæsar kom til Gallien, var landet beboet af det germanske folk menapierne samt de keltiske folk, morinerne og atrebaterne. I slutningen af den romerske kejsertid udgjorde det nuværende Flandern en del af provinsen Belgia secunda, men for øvrigt er dets ældste historie næsten ganske ukendt, og det romerske herredømme og dets kulturpåvirkninger forsvandt sporløst, da frankerne ved folkevandringernes begyndelse langsomt skød sig ind over landet. I merovingertiden kaldtes det pagus Mempiscus, og navnet Flandern dukkede først op samtidig med kristendommens indførelse i slutningen af 600-tallet som betegnelse for egnen omkring Brugge. Området havde lidt meget under normannernes plyndringer efter Karl den Stores død, og ved forliget i Verdun år 843 tilfaldt landet Karl den Skaldede. Han oprettede markgrevskabet Flandern, som han betroede til en kriger, Balduin Jernarm, der ægtede hans datter Judith. Fra de to nedstammer den senere flanderske greveslægt.
Balduin fik 864 grevskabet som arveligt len. Han formåede at holde normannerne borte, men efter hans død i 878 vendte de atter tilbage. I 900-tallet herskede en række grever, der skiftevis førte navnet Balduin eller Arnulf. Balduin 4. af Flandern (988—1036) bemægtigede sig Valenciennes og kom derved i trid med kejser Konrad 2. af Tyskland, men han var heldig i kampen og erhvervede nogle besiddelser i nærheden af Gent samt de zeelandske øer. Efter den tid skelner man mellem det egentlige Flandern, Kronflandern, der var et fransk len, og de erobrede områder, Rigsflandern, som greverne havde til len under det tysk-romerske rige.

### Grevskabet Flandern
Balduin 5. af Flandern (1036—1067) knyttede for en tid Hainaut til sine øvrige besiddelser gennem ægteskab, mens de zeelandske øer derimod gik tabt til greven af Holland. Sønnen Balduin 6. af Flandern (1067—1071) var gift med Richilde af Hainaut, men overlod ved sin død regeringen til sin broder Robert Friseren af Flandern (1071—1093), der overvandt Richilde ved Cassel i 1071 uden dog at kunne forhindre, at hendes søn tiltrådte regeringen i Hainaut. Roberts søn, Robert 2. af Flandern (1093—1111), deltog i det første korstog, hvor man tilbød ham Jerusalems krone, som han dog afslog. Hans søster, Edele, ægtede Knud den Hellige, og da sønnen Balduin 7. af Flandern døde barnløs i 1119, arvede deres søn Karl den Danske Flandern (1119—1127). Han holdt god orden i grevskabet og var en dygtig hersker, hvis ry bredte sig langt ud over landet.
Da Karl den Danske blev dræbt under et oprør i Brugge og ikke efterlod sig arvinger, fik kong Ludvig 6. af Frankrig borgerne til at støtte hans prætendent, Vilhelm af Normandiet. Da denne imidlertid ikke holdt sine store løfter, forlod byernes borgere hans sag, og Gent og Brugge valgte
Didrik af Alsace til deres greve (1128—1168). Han blev efterfulgt af sønnen Filip af Flandern (1168—1191). Ved dennes død fik søsteren Margrete magten. Hun var gift med Bauduin af Hainaut, hvorved Hainaut og Flandern atter forenedes, og da Filip 2. august ville inddrage landet som et hjemfaldent len, blev hun tilgivet ved at afstå området ved det senere Artois. Med deres søn Balduin, der deltog i det fjerde korstog og blev valgt til kejser i Byzans, uddøde Balduin Jernarmens mandlige efterkommere i 1206. Filip August bemægtigede sig for en tid grevskabet, men lod sig dog bevæge til at give det tilbage til Balduins datter Johanne, mod at hun afstod Valenciennes til Frankrig. Da Johanne døde 1244, overtog hendes søster Margrete regeringen. De egentlige herrer var dog borgerne i byerne, som hun gav vidtrækkende privilegier.
Under den gamle greveslægt havde der efterhånden udviklet sig en virkelig flamsk nationalfølelse. Fyrsterne havde holdt adelen nede og beskyttet stæderne, og Flandern blev hurtigt Nordeuropas egentlige handelscentrum. Særlig var Brugge en blomstrende stad, og som sæde for Nordeuropas største pengemarked og et af hansestædernes kontorer blev byen den store omladningsplads for Østersøens og Middelhavets varer, især efter at den italienske handel fra 1318 var begyndt at gå søværts til Flandern. Landet var dog ikke blot modtagende, men også ydende, og dets tæpper og vævede uldstoffer var en eftertragtet handelsvare overalt i Europa. Borgerne og bønderne, der ligeledes nød en større frihed end der var almindeligt for perioden, havde været trofaste mod det gamle dynasti. Nu blev det afløst af en ny slægt, hvis politik ikke svarede til landets interesser, og hvis ridderlige hofliv og ødselhed stillede store krav til borgernes skattebetalinger. Intet under, at de lavere stænder derfor satte hårdt mod hårdt, og at Flanderns historie i den følgende tid var en vedvarende kamp mellem byerne og greven, der i reglen fik hjælp fra Frankrig.
Margrete overdrog ved sin død i 1280 sine lande mellem sine to sønner. Jean d'Avesnes af første ægteskab fik Hainaut, medens Flandern tilfaldt den yngre Gui de Dampierre. Denne kom snart i strid med højborgerskabets råd i Gent og Brugge, der klagede til Frankrig, mens greven opsagde Filip 4. den Smukke huldskab og troskab og sluttede forbund med Edvard 1. af England. Filip erobrede imidlertid landet, og Gui blev sat i fransk fangenskab i 1300. Det lavere borgerskab harmedes imidlertid over franskmændenes skatteinddrivelser. Under ledelse af Peter de Coninck dræbte de den fremmede garnison i Brugge og tilføjede den franske ridderhær et forsmædeligt nederlag ved Courtrai i 1302. Gui døde 1305, og Filip sluttede en hård fred med hans søn og efterfølger Robert de Béthune (1305—1320). Nu blev Flanderns territorium betydeligt indskrænket, men da byerne nægtede at anerkende den, kunne striden først betragtes som afsluttet i 1320. Den havde styrket borgerstyrets og lavenes, sag og gjort grevens magt næsten illusorisk. Borgerne i Brugge holdt endog i en periode Roberts søn, grev Ludvig af Nevers, fanget, men Filip 6. af Frankrig blandede sig i forholdene og genindsatte ham efter sejren ved Cassel 1328.
Under Hundredårskrigen mellem Frankrig og England var greven en tro tilhænger af Frankrig, mens borgerstanden var engelsksindet. England var det store marked, der forsynede dem med uld, og væverierne var stadig landets hovedindtægtskilde. Da greven havde beslaglagt engelske skibe, svarede Edvard 3. af England igen ved at forbyde udførsel af uld fra England. Det fik Gent, der nu havde afløst Brugge som den vigtigste by i Flandern, til at gøre oprør under ledelse af Jakob Artevelde i 1337. Borgerne krævede, at landet skulle holde sig neutralt, for at "ulden kunne komme ind i Flanderne". Greven måtte flygte til Frankrig, og Artevelde blev den egentlige regent, men da han nærmede sig England i højere grad, end mange fandt det fornuftigt, blev han dræbt under et opløb i 1345. Det følgende år faldt grev Ludvig af Nevers ved slaget ved Crécy, hvorpå byerne villigt hyldede hans søn Ludvig. Flandern tog ikke meget del i de ydre kampe i den følgende tid, men landet selv blev hærget af borgerkrig. Købmændene og den højere borgerstand søgte at fratage lavene deres magt, og by rasede mod by. Gent plyndrede således en mindre by, fordi dens borgere havde givet sig til at lave en type sort klæde, som genterne mente at have eneret på.
I slutningen af sin regering blev grev Ludvig fordrevet af folkepartiet, der lededes af Jakob Arteveldes søn Filip, men Karl 7. af Frankrig tog sig af hans sag og vandt en blodig sejr ved Rosebeeke, hvor Filip faldt i 1382. Året efter døde grev Ludvig, og Flandern tilfaldt Filip den Dristige af Burgund, der var gift med hans datter Margrete. Efter at byerne havde anerkendt den ny greve-hertug ved freden i Tournai i 1385, var landets historiske rolle stort set slut. Det blev et led i den store burgundiske magtbase, og det gik efterhånden tilbage med byernes vidtstrakte, kommunale selvstyre, omend ikke uden kamp. Handel og industri blomstrede imidlertid stadig, og i Hubert og Jan van Eycks værksted viste den nederlandske renæssance sine bedste arbejder. Landets og folkets rigdom var bekendt viden om, og ligesom man påstod, at Milano var det bedste hertugdømme, sådan sagde man, at Flandern var det bedste grevskab.

### Tabt uafhængighed
Da den burgundiske mandslinje uddøde med Karl den Dristige i 1477, gik Flandern over til hans datter Marie, der var gift med den senere tyske kejser Maximilian 1.. Derved blev landet knyttet til de øvrige habsburgske lande under Karl 5., og lensforholdet til Frankrig blev ophævet ved freden i Madrid i 1526. I 1548 blev Flanderne forenet med de 16 andre nederlandske provinser til den 10. såkaldte burgundiske kreds. Under den nederlandske frihedskrig sluttede Flandern sig en tid til de nordlige provinser, men blev vundet tilbage til det habsburgske Spanien af Alexander Farnese. Ved den westfalske fred i 1648 blev den nordligste del af landet afstået til Nederlandene, og ved Pyrenæerfreden i 1659 tabte man Artois til Frankrig. Disse tab af land blev videreført, da Ludvig 14. af Frankrig erhvervede en række grænsefæstninger ved de følgende fredsslutninger i Aachen, Nijmegen og Rijswick. I 1794 blev hele Flandern erobret sammen med de øvrige spanske nederlande af Jourdan, og landet blev forenet med revolutionstidens Frankrig under navn af henholdsvis departementerne Lys (Vestflandern) og Escaut (Østflandern). På Wienerkongressen i 1814 blev Flandern overdraget til Kongeriget Nederlandene, som det var en del af, indtil de sydlige Nederlande løsrev sig i 1830 og udråbte staten Belgien.